# Frederick Turner
Frederick Turner (Yorkshire del Norte, 17 de abril de 1852 - Chatswood, 17 de octubre de 1939) fue un docente, agrostólogo, y botánico australiano.

## Biografía
Se fue a Australia en 1874, donde se unió al personal de las Jardín botánico gubernamental en Brisbane y se mantuvo durante cinco años, cuando se convirtió en botánico para el Departamento de Agricultura de Nueva Gales del Sur, y consultor botánico para el gobierno de Australia Occidental. Viajó más de 35 000 km en toda Australia botanizando. Hizo el estudio de la botánica popular en Australia y escribió interesante sobre el tema para la prensa. Autor de numerosas obras, muchas de las cuales han sido publicadas por el gobierno; traducido a numerosos idiomas y publicado a expensas de los gobiernos extranjeros. Fue poseedor de muchas medallas y diplomas de la botánica económica. Durante varios años se dedicó a la investigación botánica de Nueva Gales del Sur.

## Algunas publicaciones
- Grasses of New South Wales (1890)
- Indigenous Forage Plants of Australia (1891)
- Australian Grasses (1895)
- West Australian Grasses (1896)
- West Australian Salt Bushes (1897)
- Suspected Poison Plants of New South Wales (1890-1914)
- Noxious Exotic Weeds (1890-1913)
- New Commercial Crops for New South Wales (1890-1914)

## Eponimia
- (Aizoaceae) Antimima turneriana (L.Bolus) H.E.K.Hartmann[1]
- (Poaceae) Echinochloa turneriana (Domin) J.M.Black]][2]
- (Poaceae) Panicum turnerianum Domin[3]
- (Rosaceae) Pygeum turnerianum F.M.Bailey[4]